# Vito Mario Stampacchia
Vito Mario Stampacchia (Lecce, 16 maggio 1872 – Lecce, 26 dicembre 1959) è stato un politico italiano.

## Biografia
Nel 1892 aderì, appena ventenne, al Partito Socialista Italiano di cui fu tra i fondatori, pochi anni dopo, della sezione locale.
Laureato in Giurisprudenza, divenne avvocato.
Durante il ventennio fu arrestato, non avendo mai aderito al fascismo e, dopo l'8 settembre 1943, fu tra i capi del CLN di Lecce.
Con la liberazione fu consultore nazionale per la Puglia. Fu eletto alla Costituente nelle liste del PSI.
Fu sottosegretario alla Marina Militare nel Governo De Gasperi II e alla Difesa nel Governo De Gasperi III.